# Il racconto della madre priora
Il racconto della madre priora (The Prioress's Tale) è la sedicesima novella raccontata ne I racconti di Canterbury (The Canterbury Tales) di Geoffrey Chaucer. Non è possibile definire la collocazione esatta della novella, dato il manoscritto originale frammentato, ma è sicuro che fosse collocata prima del Racconto intorno a sir Thopas.

## Trama
La storia inizia con un'invocazione alla Vergine Maria, quindi ambienta la scena in Asia, dove vive una comunità di ebrei in una città cristiana. Un bambino di sette anni, figlio di una vedova, viene allevato per venerare Maria. Impara il primo versetto dell'inno popolare medievale Alma Redemptoris Mater ("Madre benigna del Redentore"): non ne capisce le parole, ma un compagno di scuola più grande glielo spiega come un inno a Maria, ed il bambino comincia a cantarlo ogni giorno mentre cammina, per andare a scuola, lungo la strada degli ebrei.
Satana, "che ha nel cuore degli ebrei il suo nido di vespe", incita gli ebrei a uccidere il bambino e a gettare il suo corpo su un cumulo di sterpi. Sua madre lo cerca e alla fine trova il suo cadavere, che inizia miracolosamente a cantare l'Alma Redemptoris. I cristiani chiamano il prevosto della città, che fa trainare gli ebrei da cavalli selvaggi e poi li fa impiccare. Durante il suo funerale il ragazzo continua a cantare, fino a quando l'abate della comunità gli chiede come vi riesca: il morto risponde gli è possibile anche con la gola tagliata, perché ha avuto una visione in cui Maria ha messo un grano sulla sua lingua, permettendogli di cantare finché questo non sarà tolto. L'abate rimuove il grano e il bambino muore. La storia finisce con la menzione di Ughino di Lincoln, un altro bambino martire della cui morte sono stati incolpati gli ebrei.